# Pero coreata
Pero coreata là một loài bướm đêm trong họ Geometridae.